# Xavier Brau de Saint Pol Lias
Pour les articles homonymes, voir Brau.
Xavier Brau de Saint Pol Lias (4 juillet 1840 à Seix - 4 mai 1914 à Paris)  était un explorateur et diplomate français.

## Biographie
Marie-François-Xavier-Joseph-Jean-Honoré Brau de Saint Pol Lias est le fils de Jean Idelfonse Adrien Brau, avocat-avoué à Foix, qui appartenait à l'une des plus anciennes et plus honorables familles de Seix, et de Joséphine Thérésine de Saint Pol Lias, originaire de Lézat-sur-Lèze, également dans l'Ariège.
Son grand-père paternel, François Brau, fut capitaine des Troupes nationales de l'Amérique avec des possessions immobilières à Port-au-Prince. Son grand-père maternel, Jean Pierre Joseph de Saint Pol baron de Lias, riche propriétaire de l'Ariège (et imposé en tant que tel), fut décoré en 1814 de l'Ordre du Lys et institué maire de Lézat-sur-Lèze. Son père Jean François Brau fut l'un des chefs royalistes de la contre-révolution de la vallée de Seix, qui émigra en Espagne et dont les biens furent de ce fait saisis et vendus comme biens nationaux. À son retour en 1809, il fut nommé maire de Seix. Royaliste fervent, il ne cessa de s'opposer aux républicains et aux bonapartistes.
Xavier Brau de Saint Pol Lias (le nom de sa mère a été ajouté par décret du 28 novembre 1876) fit ses études au collège de Pamiers, devint bachelier en sciences et en lettres et licencié en droit. Ethnologue, géographe, passionné de botanique et d'architecture.
Entré en 1868 à la Banque de France, il y reste jusqu'en 1873, puis s'occupe à temps plein de la Société de géographie, puis de la Société d'études coloniales et de la Société de géographie commerciale. Il prit la tête de trois expéditions successives qui explorent l'Extrême-Orient, notamment Java et Sumatra, Phnom Penh, le Tonkin, le Cambodge, la Cochinchine, en étant tout à la fois un explorateur mais aussi un diplomate et un ambassadeur de son pays.
Il est alors le propagandiste acharné de l'expansion française, dirigeant des expéditions dont les membres sont à la fois colons et explorateurs, comme en 1876, lorsqu'il lance le projet d'une "Société de colons explorateurs", dont la première initiative était l'établissement de colons sur la côte nord-est de Sumatra, alors appelée Malaisie, où régnait le Sultanat de Deli, annexé par le sultanat d'Aceh, qui entama en 1873 une longue guerre, la "guerre batak" contre la Hollande, propriétaire du reste de l'île. Une demi-douzaine de français participent à l'expédition à leurs propres fonds, obtiennent le soutien de la Hollande et cultivent le tabac, culture expérimentée avec succès dans la région par le hollandais Nienhuys, au sud du "front pionnier" du tabac, en pleine jungle. Après six mois, ils abandonnent, préférant poursuivre d'autres explorations. 
Xavier Brau de Saint Pol Lias ramena beaucoup de souvenirs de ses nombreux périples ; ceux-ci sont exposés au Musée de l'Homme au Trocadéro à Paris dans les départements d'anthropologie et d'ethnographie, ainsi qu'au Musée d'ethnographie de l'université de Bordeaux 2 
Ses nombreux ouvrages relatent cette vie aventureuse en Inde et en Insulinde.
En janvier 1892 il est le fondateur de la Société historique d'Auteuil et de Passy avec Emile Saint-Lanne rédacteur en chef du  Dictionnaire Illustré des Contemporains et le statuaire Émile Soldi 
Il fit construire à Seix lors de l'un de ses retours, une maison d'un style particulier pour la région, laquelle est une réplique d'une pagode d'un des pays qu'il visita. Cette maison proche du Salat est située en aval de la rue Fons de Seix.
Sa deuxième épouse Marthe Elisabeth Brau de Saint Pol Lias, née Couscher de Champfleury, finança l'édification des cinq vitraux de l'église Saint-Étienne de Seix . Elle fit construire également la croix de la Mission qui est située au lieu-dit Esplas à l'entrée de Seix ; une plaque apposée sur la pierre le rappelle. Enfin, eu égard à la contribution financière qu'elle apporta, elle fut désignée marraine de l'une des deux grosses cloches du clocher de l'église Saint-Étienne.
La sépulture familiale imposante de la famille Brau de Saint Pol Lias existe toujours au cimetière de Seix, mais elle ne contient pas la dépouille de Xavier, décédé le 4 mai 1914 à Paris où il est inhumé.